# Tros de la Collada
El Tros de la Collada són uns camps de conreu del municipi de Castell de Mur, al Pallars Jussà, a l'antic terme de Mur, en terres de l'antic poble de Miravet.
Estan situats al costat mateix de Miravet, a ponent. És al nord-est del cim de les Mosques i del lloc on hi hagué l'oratori de la Mare de Déu de la Collada.